# Oligia obliquifascia
Oligia obliquifascia là một loài bướm đêm trong họ Noctuidae.